# Reinhold Ebertin
Reinhold Ebertin (* 16 de febrero de 1901 en Görlitz; † 14 de marzo de 1988) fue un astrólogo y cosmobiólogo alemán.

## Vida y obra
Reinhold Ebertin era hijo de la conocida grafóloga y astróloga Elsbeth Ebertin. Influenciado desde el principio por su madre, comenzó a interesarse por las ciencias marginales y la astrología cuando era adolescente. Después de una carrera inicial como maestro de escuela, pronto abandonó esta profesión, fundó Ebertin Verlag, que luego fue absorbida por Hermann Bauer Verlag, fue mundialmente famoso como el editor del Cosmobiological Yearbook y se dedicó por completo a sus actividades periodísticas y al desarrollo de la cosmobiología. Impresionado por el astrólogo Alfred Witte, fundador de la Escuela de Hamburgo, adoptó elementos esenciales de la interpretación astrológica (técnica de la mitad de la suma), pero se distanció de otras enseñanzas (por ejemplo, la de los planetas hipotéticos). Su obra más importante es Combinación de las influencias celestiales. Esto fue seguido por numerosos otros libros sobre cosmobiología psicológica (cosmopsicología) y médica.

## Crítica
Durante la dictadura nazi en Alemania, la revista publicada por Reinhold Ebertin fue una de las dos únicas revistas astrológicas que los que estaban en el poder permitieron que aparecieran (en este caso hasta el año de la guerra de 1941). Además, Reinhold Ebertin emitió una declaración pública de la época en la que siguió elementos de la ideología de quienes estaban en el poder con estilo y contenido y usó formulaciones agudamente antijudías e inhumanas. Nicholas Goodrick-Clarke informa además que hay fuertes indicios de que Ebertin ya antes, en la década de 1920, pertenecía a un grupo esotérico-racista en torno a Herbert Reichstein, quien describía su ideología como perteneciente a la dirección de la llamada Ariosofía. .
Cabe señalar, sin embargo, que las "indirectas" mencionadas por Goodrick-Clarke fueron posteriormente descritas por Ebertin como calumnias. Lo cierto es que la astrología fue difamada en el contexto de que Goebbels actuó como una "coordinación" tras la victoria de los nacionalsocialistas. Cuando Rosenberg y Mathilde Ludendorff calificaron a la astrología de trucos de magia sirios, muchos astrólogos respondieron afirmando que la astrología era una "sabiduría astrológica protogermánica" y elogiaron el norte ario como el hogar original de toda cultura, en parte por convicción, en parte como autoprotección y por temor a la persecución y veto profesional. Sin embargo, Ebertin tomó un camino diferente incluso antes de 1933 y se distanció de la astrología mítica y tradicional y se comprometió tempranamente con la cosmobiología, que perseguía un enfoque científico. En abril de 1941, se prohibió la edición "Mensch und All" de Ebertin-Verlag. Ebertin escribe en su autobiografía: Quizás fue algo bueno, porque uno ya no sabía qué escribir sin caer en las garras de la Gestapo y tal vez incluso ser enviado a un campo de concentración. En ese momento no había límites para la arbitrariedad.
Se puede acusar a Ebertin de hacer compromisos con los nacionalsocialistas durante demasiado tiempo y, desde el punto de vista actual, de haberse ganado la reputación de colaborador para poder continuar con sus actividades de publicación astrológica.
Ebertin: Cuán difícil era publicar una revista en ese momento sin entrar en conflicto con la ley, pero dejando que la verdad brillara entre líneas y, sin embargo, superando algunos artículos obligatorios solo para poder sobrevivir, casi nadie puede imaginar eso hoy en día.
Pero a más tardar después de que Rudolf Hess huyó a Inglaterra en 1941, ya no había defensores de los astrólogos en Alemania: su servicio de boquilla nacionalsocialista ahora se había vuelto ineficaz. Hubo una ola generalizada de arrestos. R. Ebertin fue finalmente arrestado por la Gestapo y sus obras y revistas fueron confiscadas. Fue incluso más difícil para muchos otros astrólogos, que luego murieron en campos de concentración.
Ebertin fue menos criticado por los investigadores ocultistas nazis por su actitud hostil hacia la astrología tradicional. Ha sido acusado simplemente de arrojar por la borda valiosos elementos de interpretación (signos del zodíaco, aspectos armónicos como los trígonos y los sextiles, así como la casa astrológica o los sistemas de campo) como lastre mitológico. Su sueño era utilizar métodos científicos para dar a la cosmobiología un lugar adecuado entre las ciencias naturales y las humanidades. Hoy, sin embargo, esto puede considerarse un fracaso.

## Enlaces web
- Un ensayo para el cumpleaños número 100 de Reinhold Ebertin escrito por su hijo Baldur Ebertin.
- documentos de desnazificación en stock EL 902 / 1 (Spuchkammer 1 - Aalen: archivos de casos) en el Archivo del Estado de Loudsburg